# Centro de Futebol Zico do Rio Sociedade Esportiva
Centro de Futebol Zico do Rio Sociedade Esportiva é uma agremiação esportiva da cidade do Rio de Janeiro, no estado do Rio de Janeiro, fundada em 12 de julho de 1996.
Sua sigla, CFZ, significa “Centro de Futebol Zico”, nome de seu fundador, o ex-jogador Zico. O time também possuiu uma “filial” em Brasília, uma em Juiz de Fora, Minas Gerais, e outra na cidade de Imbituba, Santa Catarina.

## História

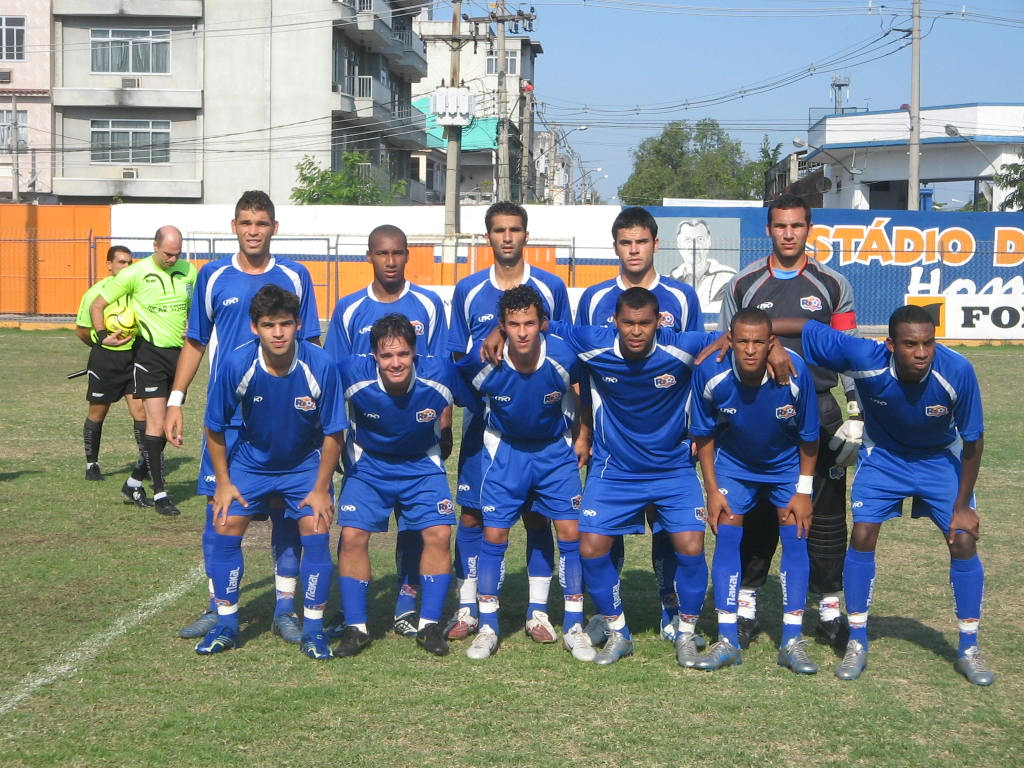
Equipe profissional do CFZ em 2007.

O CFZ foi fundado no dia 12 de julho de 1996, data em que registrou seu contrato social, como geralmente ocorre com os clubes-empresas. Seu criador foi o ex-jogador Zico. O clube inicialmente chamou-se Rio de Janeiro Futebol Clube e entrou em atividade seis meses depois do primeiro aniversário do Centro de Futebol, no Recreio dos Bandeirantes. O projeto inicialmente foi concebido como uma escolinha de atletas chamada Nova Geração.
A equipe profissional do Rio de Janeiro estreou em competições oficiais no Campeonato Carioca da Terceira Divisão de 1997 e sagrou-se campeã da edição. Na partida do dia 27 de setembro, a equipe comandada por Jayme de Almeida, derrotou o Duquecaxiense por 1 a 0, gol do japonês Takayuki Suzuki, e conquistou o título faltando uma rodada para o final do quadrangular decisivo.
Logo, o então Rio de Janeiro Futebol Clube teria de mudar de nome, pois já existia outro clube com o mesmo nome no estado. No dia 4 de fevereiro de 1998, o Centro de Futebol Zico é oficializado e o "do Rio" é acrescentado para manter a essência da ideia original.
O CFZ do Rio deu origem a uma filial sediada na cidade de Brasília: o homônimo CFZ. O clube brasiliense foi fundado no dia 1º de agosto de 1999, em sociedade com a empresa HPMA. Os dois clubes passaram a utilizar os mesmos jogadores e comissão técnica durante algum tempo.
O CFZ esteve perto de conquistar o acesso à elite do futebol carioca em 2001, quando foi vice da Série B. Na ocasião, o Entrerriense saiu campeão.
Em 2010, oficializa união com o Flamengo. O clube da Gávea cederá atletas não aproveitados do time de juniores e profissionais para o time de Zico. Também é anunciado um arrendamento do clube para o grupo de investidores MFD Sports, que será responsável por todas as despesas do clube.
Em 2011, o clube se licenciou das competições estaduais. Em 2014, foi desfiliado dos quadros da Federação de Futebol do Estado do Rio de Janeiro, por ter se licenciado por mais de três anos seguidos, e deixou as atividades no futebol profissional. O clube pediu seu afastamento por razões econômicas e anunciou o fim de suas atividades.

## Títulos
| ESTADUAIS | ESTADUAIS                       | ESTADUAIS | ESTADUAIS    |
|           | Competição                      | Títulos   | Temporadas   |
| --------- | ------------------------------- | --------- | ------------ |
|           | Campeonato Carioca - 3ª divisão | 2         | 1997* e 2004 |
|           | Copa Integração                 | 1         | 2001         |

*Como Rio de Janeiro Futebol Clube.

## Treinadores
Esses são os principais treinadores:
- Adílio – entrou no lugar de Jaime de Almeida em 1999.
- Andrade – é o comandante com mais jogos disputados num total de 71 com 39 vitórias, 13 empates e 19 derrotas, contando o ano de 2001, quando dividiu o comando com Reinaldo Gueldini.
- Carlinhos – assumiu no meio do campeonato e, em sete jogos, não conseguiu nenhuma vitória.
- Carlos Alberto – o Cal, assumiu a equipe logo após Adílio, em 2000.
- Jayme de Almeida – foi o primeiro técnico, que conquistou a Terceirona em 1997, e dirigiu o clube nos dois primeiros anos.
- Júlio Marinho – dirigiu o Azul e Branco no Estadual, chegou à segunda fase, mas não levou o time à final.
- Reinaldo Gueldini – Em 2001, repartiu o comando com Andrade e, no ano seguinte, não permaneceu no cargo.
- Wilson Guerreiro – teve a missão de resgatar o CFZ da terceira divisão e foi bem sucedido, mas não teve o mesmo desempenho na temporada seguinte.

## Categorias de base

### Juniores

#### História
O CFZ conquistou o tricampeonato da Segunda Divisão de Juniores (1999, 2000 e 2002) e dois do Torneio Octávio Pinto Guimarães (1999 e 2000).

#### Títulos
- Campeonato Carioca Sub-20 - Série B: 1999, 2000 e 2002
- Torneio Octávio Pinto Guimarães: 2000
- Copa Integração de Juniores: 2005
- Copa Sendas de Juniores: 2005

### Juvenil

#### História
A primeira partida do CFZ ocorreu na categoria juvenil, contra o São Cristóvão, em Duque de Caxias, válida pela Copa Rio.
Em 2000, o time juvenil alcançou o título estadual invicto.

#### Títulos
- Campeonato Carioca Sub-17 - Série B: 2000

### Infantil

#### Títulos
- Copa Integração Infantil: 2002
- Campeonato Carioca Sub-15 - Série B: 2003
- Copa da Amizade Brasil-Japão: 2003
- Copa Guilherme Embry Infantil: 2003

### Mirim

#### História
A equipe mirim levantou a taça estadual em 1999.

#### Títulos
- Campeonato Carioca Sub-13: 1999
- Campeonato da Copa Roberto Dinamite Pré-Mirim: 2004
- Campeonato da Copa Rio Orla de Pré-Mirim: 2008
- Campeonato Estadual Copa Danone Mirim: 2009
- Campeonato Brasileiro Copa Danone Mirim: 2009

## Sedes e estádios

### Antunes
Oito meses após a fundação oficial do CFZ do Rio, foi inaugurado o estádio Antunes, uma homenagem à família extensiva ao pai e ao irmão diretamente, pois ambos eram conhecidos como Antunes. Coube a Dona Matilde, já falecida mãe de Zico, cortar a fita inaugural do estádio em 29 de março de 1997. Na ocasião, com casa cheia, o time profissional ainda com o nome de Rio de Janeiro goleou o Raiz da Gávea por 7 x 0 na partida de estreia pelo Campeonato Estadual da Terceira Divisão. O primeiro gol do estádio Antunes foi do zagueiro Guarilha. No fim de 2007, o campo sofreu modificações e teve suas dimensões ampliadas.

### CT Vargem Pequena
Em 1999, Zico adquiriu um terreno próximo ao Centro de Futebol Zico e lá construiu o Centro de Treinamento de Vargem Pequena, na Estrada dos Bandeirantes. É usado pelos times do CFZ do Rio. Já passaram pelo Centro de Treinamento de Vargem Pequena equipes do Brasil e de todo o mundo, tais como Japão, Coreia do Sul, vários países de África, Estados Unidos, que vieram ao Brasil para fazer intercâmbio ou participar de clínicas ministradas pelo Galinho.